# Ниньтхуан
Ниньтхуан (вьет. Ninh Thuận, тьы-ном 寧順) — провинция на юго-востоке Вьетнама. Площадь — 3 356 км², население — 598 680 человек. Была образована в 1991 году путём отделения от провинции Биньтхуан.

## География и климат
Наиболее высокие горы находятся вдоль западной и северной границ провинции, самая высшая точка достигает 1652 м (гора Шыонгму). Менее высокие горы протянулись вдоль побережья, достигая 1040 м (гора Тюа). Лишь небольшая часть Ниньтхуан вблизи города Фанранг имеет высоту менее 50 м. Крупнейшая река провинции — Динь. По данным на 2007 год леса занимают около 55,7 % территории провинции.
Климат региона — сравнительно засушливый, среднегодовой уровень осадков в некоторых районах не достигает и 800 мм.

## Население
Население по данным на 2009 год составляет 564 129 человек, городское население на 2007 год составило 32,3 %. Таким образом, с 2000 по 2007 год городское население выросло на 6 %. Средний рост населения составляет 1,5 %.

## Административное деление
В административном отношении делится на 1 город (Фанранг-Тхаптям) и 6 округов.

## Экономика
Сельское хозяйство основывается на выращивании риса (33 400 га), другие важные культуры включают кукурузу (14 200 га), табак (1 300 га), арахис, кешью, сахарный тростник и кокосы. Урожай 2007 года составил 173 200 т риса и 36 300 т кукурузы, то есть 0,5 % и 0,9 % от общевьетнамского показателя соответственно. Промышленность развита слабо и заключается главным образом в пищевой промышленности и в переработке морепродуктов и различного сырья.